# Rend Collective
Rend Collective (dříve známá jako Rend Collective Experiment) je irská křesťanská kapela pocházející z města Bangor, Northern Ireland.
Skupina byla založena mezi lety 2002–2003 v Elim Church v Bangoru. Členy kapely jsou Gareth Gilkeson, Chris Llewellyn, Ali Gilkeson, Patrick Thompson a Steve Mitchell.
Jejich první studiové album Organic Family Hymnal bylo vydáno 28. září 2010, druhé studiové album Homemade Worship By Handmade People bylo vydáno 10. ledna 2012. Obě alba byla vydána pod vydavatelstvím Kingsway. Významný úspěch v žebříčku US Christian Songs zaznamenaly zvláště písně „Second Chance“ a „Build Your Kingdom Here“.
První živé album Campfire uveřejnili 29. ledna 2013. Své třetí studiové album The Art of Celebration vydali 14. března 2014, čtvrté As Family We Go 21. srpna 2015 a páté Good News 19. ledna 2018.

## Diskografie

### Úspěšné singly
| Rok  | Název                   | Umístění           | Album                               |
| Rok  | Název                   | US Christian Songs | Album                               |
| ---- | ----------------------- | ------------------ | ----------------------------------- |
| 2012 | Second Chance           | 24                 | Homemade Worship by Handmade People |
| 2013 | Build Your Kingdom Here | 12                 | Homemade Worship by Handmade People |
| 2014 | My Lighthouse           | 17                 | The Art of Celebration              |
| 2015 | You Will Never Run      | 19                 | As Family We Go                     |
| 2016 | Joy of the Lord         | 25                 | As Family We Go                     |
| 2017 | Rescuer (Good News)     | 15                 | Good News                           |
| 2018 | Counting Every Blessing | 48                 | Good News                           |